# Thecagaster amasina
Thecagaster amasina – gatunek ważki z rodziny szklarnikowatych (Cordulegastridae). Stwierdzony wyłącznie w Turcji; występuje od wybrzeży Morza Czarnego (mniej więcej od prowincji Kastamonu po prowincję Samsun) na południe po prowincję Ankara. Opisał go w 1916 roku Kenneth Morton jako podgatunek Cordulegaster insignis.